# Taken by Cars
Taken by Cars (também referido coomo TbC) é uma banda de indie rock formada em 1998 nas Filipinas.

## Integrantes

### Formação atual
- Sarah Marco – vocal
- Bryce Zialcita – guitarra solo
- Derek "Siopao" Chua – guitarra rítmica
- Isa Garcia – baixo
- Bryan Kong – bateria e sampler

### Ex-membros
- Benny Yap – baixo

## Discografia
Álbuns
- 2008: Endings of a New Kind
- 2011: Dualist

Singles
- 2007: "A Weeknight Memoir (In High Definition)"
- 2008: "Uh Oh"
- 2008: "December 2 Chapter VII"
- 2008: "Shapeshifter"
- 2009: "Neon Brights"
- 2011: "This is our City